# Ortenburg (Beieren)
Ortenburg is een gemeente in de Duitse deelstaat Beieren, en maakt deel uit van het Landkreis Passau.
Ortenburg telt 7.433 inwoners.

## Plaatsen in de gemeente Ortenburg
Plaatsen in de gemeente zijn: Ackersberg, Afham, Aisterham, Au, Aunberg, Bärndobl, Baumgarten, Berghof, Bindering, Birka, Blasen, Blindham, Breitreut, Buch, Buchet, Butzenberg, Demmlstadl, Dobl, Dorfbach, Drittenthal, Elexenbach, Froschau, Galla, Gassenmann, Gießhübl, Göbertsham, Greil, Hacklmühle, Heimpering, Hierling, Hifering, Hilking, Hinding, Hinterhainberg, Hinterschloß, Hochhaus, Höck, Höfl, Holzkirchen, Hübing, Irgenöd, Isarhofen, Jaging, Kaiseraign, Kallöd, Kaltenöd, Kamm, Klugsöd, Knadlarn, Kollmann, Königbach, Kronöd, Kronthal, Kühhügl, Leingart, Lengfelden, Linden, Lohfeld, Lughof, Luisenthal, Maierhof, Maiersberg, Moosham, Neuhaus, Neustift, Nicklgut, Niederham, Oberhartdobl, Oberiglbach, Oberöd, Ortenburg, Ottenöd, Parschalling, Paulberg, Rammelsbach, Rauscheröd, Röhrn, Sammarei, Schalkham, Schallnöd, Schlott, Schmelzöd, Schöfbach, Schwaibach, Schwiewag, Söldenau, Spiegel, Steinbach, Steinkirchen, Thal, Unterhartdobl, Unteriglbach, Unteröd, Unterthannet, Urlmanning, Vorderhainberg, Vorderschloß, Wackersberg, Wappmannsberg, Weghof, Weinberg, Weng, Weweck, Wimberg, Wolfa, Würding, Wurmaign, en Zell.

## Zie ook

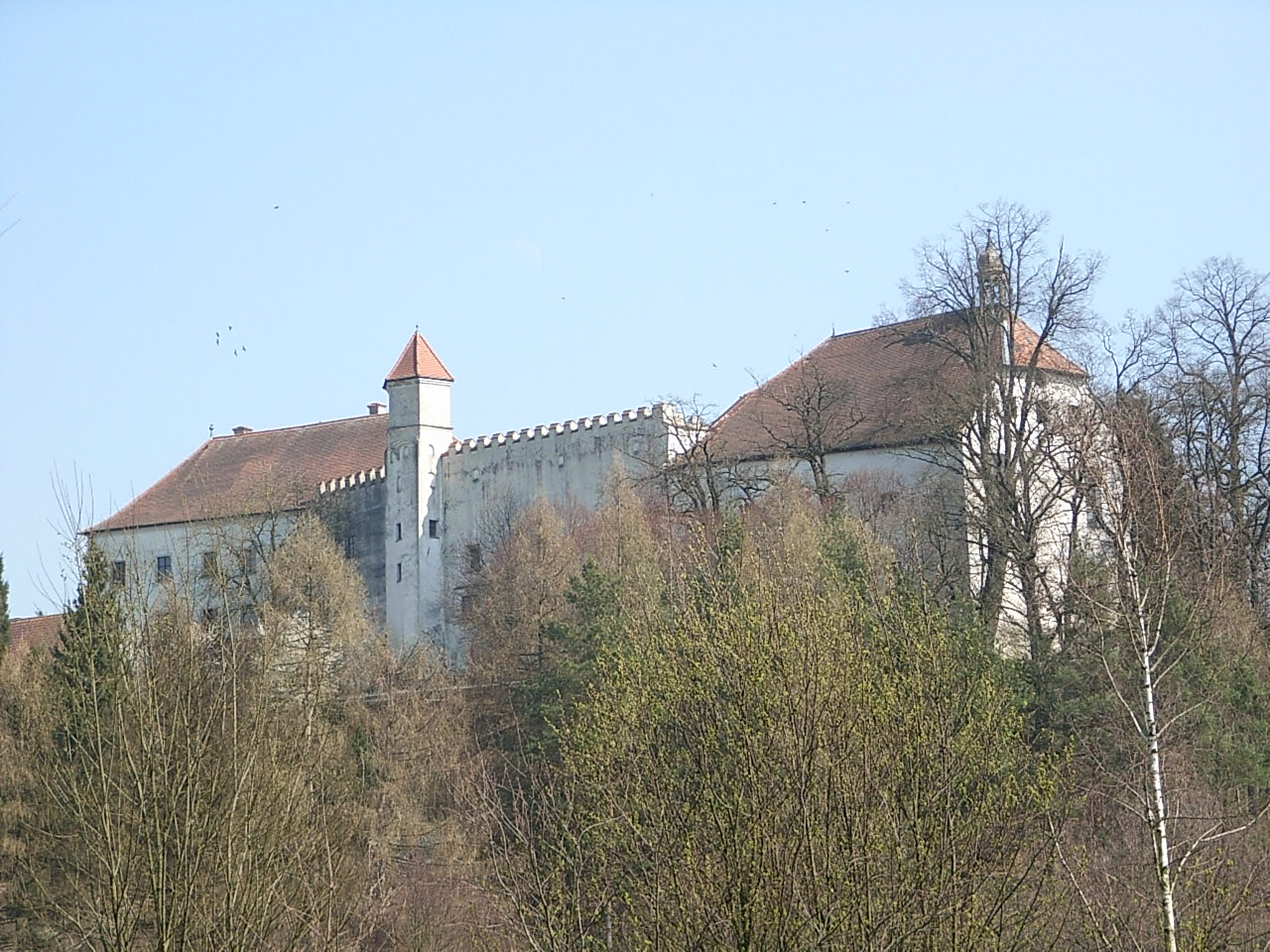
Slot Ortenburg (2007)